# كارلوس آجواساكو
كارلوس آجواساكو (بالإسبانية: Carlos Aguasaco)‏ شاعر وباحث وناقد أدبي كولومبي أمريكي، وُلد في بوجوتا بكولومبيا عام 1975. أكاديميًا، يشغل منصب أستاذ الدراسات الثقافية الأمريكية اللاتينية ونائب مدير قسم الدراسات مُتعددة التخصصات في كلية مدينة نيويورك.

## حياته وتعليمه
وُلد كارلوس آجواساكو عام 1975 بمدينة بوجوتا بكولومبيا. وتخصصَ في الدراسات الأدبية بجامعة كولومبيا الوطنية. يقيم في نيويورك منذ عام 1999. عمل في مجالات الإذاعة والسينما والترجمة والكتابة الأدبية. أسس دار أرتي بوتيكا بريس للنشر وقدم بها نصوصًا من الفن القصصي والشعر.
تخصص في الدراسات البينية والثقافية ونال درجة الماجستير من كلية مدينة نيويورك، ثم حصل على درجة دكتوراه من جامعة ستوني بروك.

## أعماله
- الخالد وأقصوصات أخرى.
- حوار مع الملاك.
- قصائد مترو نيويورك.
- حجر الوادي الكبير.
- الجندب الأحمر.
- وجهات نظر عبر الأطلسي: دراسات حول الروابط التاريخية بين إسبانيا وأمريكا الشمالية.

## جوائز
حصل على جائزة كاتالينا الهندية في فن الفيديو في مهرجان كارتاخينا دي إندياس السينمائي الدولي عام 2010.